# Val Versa
La Val Versa è una valle dell'Appennino ligure lunga circa 30 km e formata dall'omonimo torrente situata tra le province di Pavia, nella quale ricade la quasi totalità della sua estensione, e Piacenza.

## Geografia fisica
La val Versa è formata dall'omonimo torrente che nasce nei pressi di Moncasacco, frazione del comune di Alta Val Tidone, sul confine con il comune di Colli Verdi, segnando per un breve tratto il confine provinciale, e che, in seguito, scorre interamente in provincia di Pavia fino a Stradella, dove il torrente inizia il suo breve corso nella pianura Padana.
Confina a est con la val Bardonezza e la val Tidone, a ovest con la valle Scuropasso e a sud ancora con la val Tidone.
La valle presenta una forma allungata con estensione da sud a nord e si sviluppa dal punto di vista altimetrico tra i 100 m s.l.m. della zona di Stradella e i 670 m s.l.m.
La parte meridionale della valle presenta un aspetto montuoso e collinare ed è soggetta a forti fenomeni di erosione i quali possono portare alla formazione di frane e spiegano la presenza di diversi calanchi. Al contrario, l'estremità nord della vallata è caratterizzata da un più modesto fenomeno erosivo e presenta pendii dall'andamento piuttosto morbido.
La valle è composta principalmente da rocce flysch calcareo-marnoso-argillose e, in misura minore, da rocce marnoso-argillose nelle quali sono presenti, localmente, elementi sabbiosi o arenaci. Nella parte più meridionale si trovano formazioni simili alle arenarie di Ranzano, mentre nei pressi dello sbocco in pianura si trovano esempi di conglomerati di Cassano Spinola e formazioni gessoso-solforifere.
Tra i rilievi presenti nella valle si trova il monte Azzolo (323 m s.l.m.) situato sullo spartiacque con la valle Scuropasso.

### Idrografia
Il corso d'acqua principale della valle è il torrente Versa, lungo 29,66 km e con un bacino idrografico di circa 60 km².
- Torrenti in sinistra idrografica:
Torrente Versiggia (nasce a Cuccagna-Cerchiara, nel comune di Montecalvo Versiggia e scorre inizialmente in una valle laterale parallela alla vallata principale per, poi, compiere un percorso a semicerchio e confluire nel Versa a Begoglio, frazione di Santa Maria della Versa), rio Rile (attraversa i territori dei comuni di Castana e Montescano) e rio Vergombera (discende dall'omonima frazione del comune di Canneto Pavese)[6].
- Torrenti in destra idrografica:
Rio Scarabelli (nasce nei pressi dello spartiacque con la val Tidone, attraversa Volpara e riceve le acque del rio Pasqua, per poi confluire nel Versa nel territorio comunale di Golferenzo), rio Goretta (scorre tra i comuni di Volpara e Golferenzo e trova la sua foce a valle di Versa) e rio Rugolato (nasce nei pressi di Valdamonte, frazione di Santa Maria della Versa, e ha la sua confluenza immediatamente a valle del capoluogo comunale)[6].

## Storia
In epoca pre-romana la val Versa, così come l'intero Oltrepò Pavese, fu abitato dai liguri, i quali introdussero la coltivazione del vino nella zona. Dopo essere stata teatro anche della presenza etrusca, a partire dal IV secolo a.C. la valle venne abitata dai galli, prima di entrare a far parte dei domini di Roma entro il II secolo a.C.. In età longobarda la valle fu parte di un ampio feudo che includeva anche le limitrofe vallate del Bardonezza e dello Scuropasso, nonché alcuni territori situati in pianura, come Portalbera, e che, forse, era governata agli Estensi. Al contrario, nello stesso periodo, l'alta valle fu soggetta al dominio dell'abbazia di San Colombano di Bobbio.
Parecchi centri della valle, tra cui Montescano, Montecalvo Versiggia e Golferenzo sono citati all'interno dell'atto redatto l'8 agosto 1164 dall'imperatore Federico Barbarossa, il quale concedeva questi centri, con le relative regalie alla città di Pavia. Nel 1250 l'appartenenza della vallata, nonché dell'intero Oltrepò, al contado di Pavia fu confermata da un documento in cui sono citati diversi centri tra cui Canevino, Montecalvo e Volpara.
Dopo il 1359, a seguito della caduta di Pavia, la vallata entrò a far parte del ducato di Milano, guidato dalle famiglie Visconti e, in seguito, Sforza. Nel 1521 la zona di Moncasacco, a differenza di tutto il resto della valle, venne distaccata dal ducato di Milano entrando a far parte, insieme al territorio piacentino, dello Stato della Chiesa, entrando a far parte, poi, nel 1545, del ducato di Parma e Piacenza. Eccetto la zona di Moncasacco, l'intera valle seguì il destino milanese fino al 1743 quando, con la firma del trattato di Worms entrò a far parte del regno di Sardegna, nella neocostituita provincia di Voghera. Lo stesso trattato assegnava al regno di Sardegna anche il ducato di Parma e Piacenza, quindi, per la prima volta da circa due secoli, l'intera valle ritornò ad essere soggetta alla stessa entità statale. Nonostante il trattato di Aquisgrana firmato nel 1748 prevedesse il ritorno del ducato di Parma e Piacenza alla casa Borbone, la zona di Moncasacco rimase parte del regno di Sardegna. Dopo l'età napoleonica Moncasacco fu aggregato al comune di Caminata, entrando a far parte della provincia di Bobbio Con l'unità d'Italia tutta la valle entrò a far parte della provincia di Pavia, che comprendeva le disciolte province di Bobbio e Voghera.
Nel 1923, nell'ambito della soppressione del circondario di Bobbio, Moncasacco, come parte del comune di Caminata, entrò a far parte della provincia di Piacenza. Nel 1936 Moncasacco, che nel frattempo era entrato a far parte del comune di Nibbiano dopo la soppressione del comune di Caminata, venne aggregato al comune di Pometo, tornando così a far parte della provincia di Pavia Con la ricostituzione del comune di Caminata, avvenuta nel 1950, Moncasacco tornò a far parte della provincia di Piacenza, tornando ad essere amministrativamente separato dal resto della valle.

## Monumenti e luoghi di interesse
Castello di MontecalvoCoinvolto nel XIII secolo negli scontri che videro l'imperatore Federico II di Svevia contrapposto a milanesi e piacentini, venne saccheggiato e, in seguito, cadde in declino. Comprato da Uberto Beccaria nel 1287, rimase tra i beni di famiglia fino ai primi anni del XIX secolo. Fu, poi, oggetto di vari passaggi di proprietà, cadendo di nuovo in uno stato di abbandono fino al 1879 quando venne rilevato da Carlo e Luigi Fiori che lo adibirono a propria abitazione. In seguito, durante la seconda guerra mondiale, fu scelto dai partigiani per stabilirvi la sede di un proprio comando. L'edificio, realizzato in mattoni, arenaria e pietra locale, è stato profondamente rimaneggiato nei secoli e non presenta più gli originari bastioni; delle torri rimane soltanto un piccolo esempio, collocato sul lato meridionale e caratterizzato dalla presenza di diverse finestre murate. Nei pressi di questa torre sono sorte, durante il XX secolo, a seguito della demolizione di un baluardo, delle costruzioni di stampo rurale. Era, in origine, presente anche un rivellino, successivamente demolito.
Castello di Montù BeccariaOriginariamente costruito nel Medioevo, l'edificio venne riedificato nel corso del XVII secolo da parte dei barnabiti con la funzione di collegio, riadattando le mura perimetrali del forte. Dell'originaria struttura sono visibili lungo il perimetro della costruzione alcune tracce riferibili a parti di torri, una delle quali, probabilmente, con la funzione di mastio, e di un rivellino. La corte rustica presente nel collegio potrebbe derivare dal ricetto sottostante al castello, la cui presenza storica è documentata da alcune fonti.
Rocca di MontalinoSituato in a sud-ovest di Stradella, sulla sommità di una collina, origina probabilmente al X secolo; nel corso del Settecento fu poi oggetto di consistenti interventi, con la trasformazione da castello a dimora nobiliare. L'edificio presenta una struttura poligonale composta da una serie di corpi di fabbrica con finestre di diverse dimensioni e stile che si aprono su un cortile interno di forma irregolare. Al primo piano si trova un loggiato di origine cinquecentesca poi riadattato a veranda.

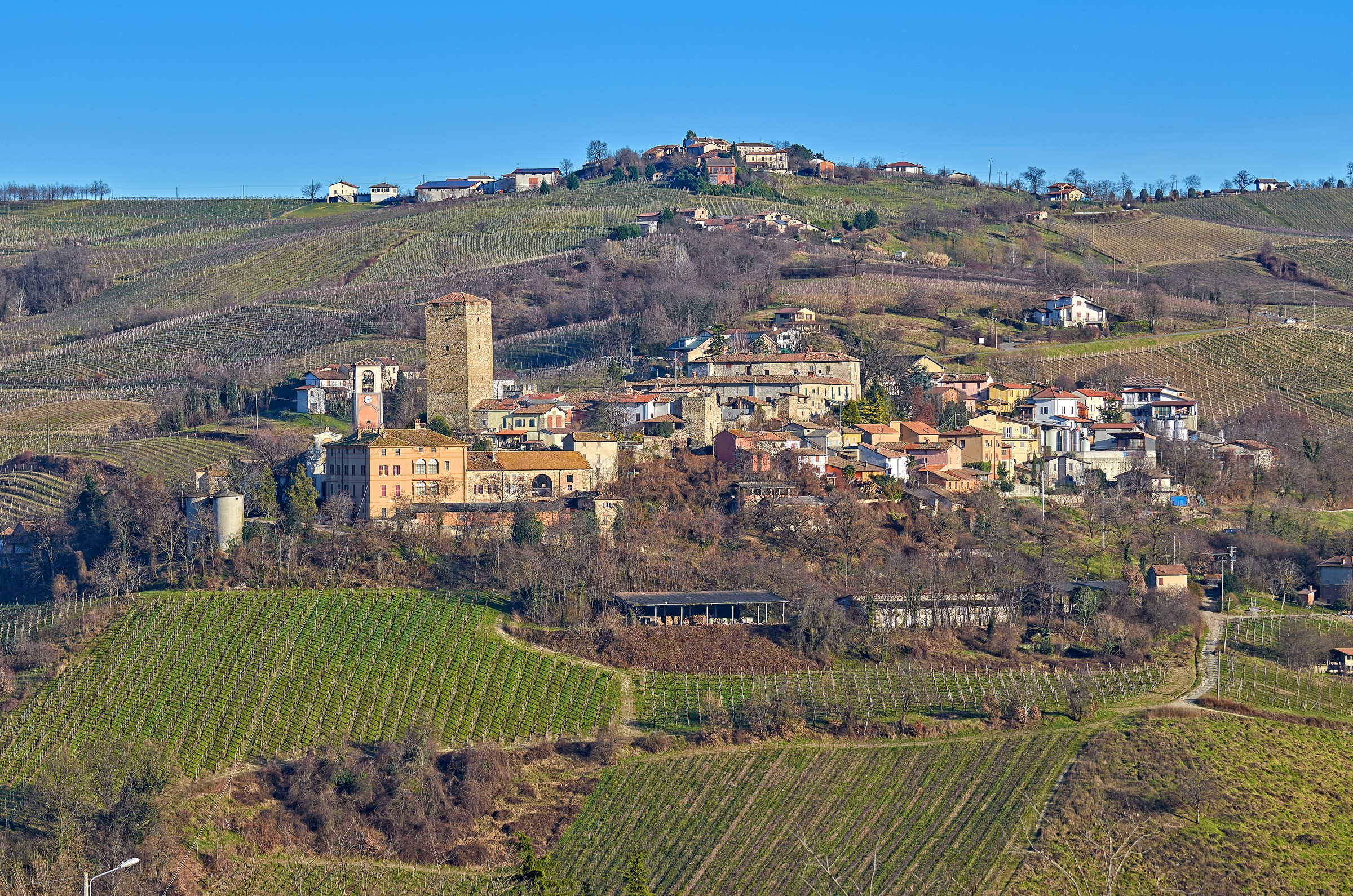
Vista di Soriasco con la torre in primo piano

Torre di SoriascoSituata nell'omonima frazione del comune di Santa Maria della Versa, era, inizialmente, parte di un più ampio reticolo difensivo realizzato nel XII secolo e composto da una cinta muraria con 12 torri e da un castello, il quale fu abbattuto da parte di truppe piacentine tra il 1215 e il 1216 senza venire più ricostruito in seguito. La torre, ristrutturata nel 1412, è realizzata in materiale pietroso di provenienza locale, presenta una base quadrata ed è alta circa 20 m. Sulla sommità è presente un fregio realizzato in cotto a cui è appoggiato il tetto a falde. All'interno del borgo sono visibili, inglobati in una costruzione più recente, i resti di un'altra torre difensiva.

## Economia
L'attività economica principale dell'intera vallata è la viticoltura che, da sola, occupa più del 50% dell'intera superficie valliva, qualificando la valle come una delle più vocate al comparto dell'intero Oltrepò Pavese. L'intero territorio, compresa la parte situata in provincia di Piacenza, a seguito di una modifica del disciplinare avvenuta nel 1992, è parte della zona DOC e DOCG dell'Oltrepò Pavese. Tra i vini prodotti ci sono la Barbera, la Bonarda, Pinot nero e Pinot Grigio.

## Infrastrutture e trasporti

### Strade
La strada principale della valle è la strada provinciale 201 Stradella-Zavattarello che risale la val Versa, e, poi, raggiunge la strada statale 412 della Val Tidone nel comune di Zavattarello dopo aver superato il passo del Carmine.
La valle è interessata da altre strade provinciali tra cui la strada provinciale 40 Santa Maria della Versa - Volpara e la sua diramazione per Canevino, la strada provinciale 41 Santa Maria della Versa - Golferenzo e la sua diramazione per Volpara, la strada provinciale 42 Santa Maria della Versa - Pizzofreddo, la strada provinciale 43 Roncole - Montù Beccaria - San Damiano al Colle, la strada provinciale 45 dell'Acqua Calda e le sue diramazioni per Stradella e Beria, la strada provinciale 59 di Rossarola, la strada provinciale 72 Molinello-Colombato, la strada provinciale 153 Golferenzo - Pizzofreddo, la strada provinciale 160 Bivio SP59 Rossarola - Bivio per Volpara, la strada provinciale 162 Molino - Bosco Casella - Sannazzaro - Begoglio, la strada provinciale 164 Santa Maria della Versa - Villanova Castelrotto, la strada provinciale 172 di Donelasco, la strada provinciale 189 di Cavallante e la strada provinciale 209 della Versiggia. Nel territorio piacentino si trova la strada provinciale 59 di Moncasacco.

### Tranvie
Nel 1914 la Società per le Ferrovie del Ticino ottenne la concessione per il prolungamento della tranvia Voghera-Stradella fino a Santa Maria della Versa, tuttavia, a causa dello scoppio della prima guerra mondiale, la tratta non venne mai realizzata.
Nel 1926 fu data in concessione alla società Società Anonima Tranvia Elettrica Stradella-Santa Maria della Versa la realizzazione e la gestione di una tranvia elettrica che collegasse Stradella a Santa Maria della Versa; la linea fu, poi, inaugurata nel 1929. La linea, dedicata sia al trasporto passeggeri che alle merci, in prevalenza vino, rimase attiva fino al 1956.

## Amministrazione
La val Versa appartiene amministrativamente ai comuni di Alta Val Tidone, Canneto Pavese, Castana, Colli Verdi, Golferenzo, Montecalvo Versiggia, Montescano, Montù Beccaria, Santa Maria della Versa, Stradella e Volpara. Alta Val Tidone, Golferenzo, Montù Beccaria e Volpara si trovano sulla sponda destra del torrente, Montecalvo Versiggia, Castana e Canneto Pavese sulla sponda sinistra, mentre i territori di Colli Verdi, Santa Maria della Versa e Stradella includono porzioni su entrambe le sponde del Versa. Tra i capoluoghi comunali, gli unici a non ricadere nel territorio vallivo sono Nibbiano e Pometo, capoluoghi rispettivamente dei comuni di Alta Val Tidone e Colli Verdi, situati entrambi in val Tidone, il secondo nei pressi dello spartiacque con la valle Scuropasso.
Fino al 2009 la porzione di valle ricadente nei comuni di Canevino, Canneto Pavese, Castana, Golferenzo, Montecalvo Versiggia, Montescano, Montù Beccaria e Santa Maria della Versa faceva parte della fascia bassa della comunità montana Oltrepò Pavese, mentre Volpara faceva parte della fascia montana. Successivamente, con il riordino delle comunità montane lombarde, tutti questi comuni sono stati esclusi dall'appartenenza alla comunità montana. Con la costituzione del comune di Colli Verdi, a seguito di fusione del comune di Canevino con i comuni di Ruino e Valverde, che erano rimasti all'interno della comunità montana, il territorio vallivo ricadente nel nuovo comune, in precedenza appartenente al comune di Canevino, è tornato a far parte della comunità montana.
La porzione di valle ricadente nel comune di Alta Val Tidone, ha fatto parte, tra il 2001 e il 2009, anno del suo scioglimento, della comunità montana valle del Tidone.
Nel territorio della valle sono presenti alcune unioni di comuni:
- Unione dei Comuni Alta Valle Versa: comprendente i comuni di Golferenzo, Montecalvo Versiggia e Volpara[27].
- Unione di Comuni Lombarda Prima Collina: comprendente i comuni di Canneto Pavese, Castana e Montescano[28].
- Unione dei Comuni Lombardi del Tidone Pavese: comprendente il comune di Canevino, oltreché i comuni di Valverde e Ruino, situati tra la val Tidone e la val Nizza, sciolta nel 2019 a seguito della fusione tra loro dei tre comuni che la componevano.